# 龟 (星官)

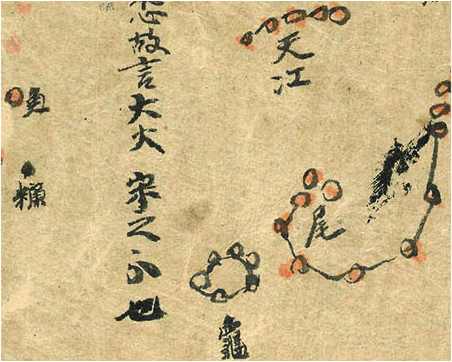
敦煌星图（S.3326）上所绘的星官龟，在图中尾的左侧

作为星官的龟，一名连珠，属于二十八宿中的尾宿，位于现代星座中的天坛座，包含五颗恒星。《丹元子步天歌》在尾宿的段落中有“九星如钩苍龙尾，下头五点号龟星”的描述。
龟五星在《开元占经》中为石氏外官的四十五座星官之一，据开元占经所引石氏曰：“龟五星，在尾南”，和鱼星一样，位于天河之中古代星占中用龟五星的位置占卜吉凶，其占验亦与鱼星差不多。《晋书·天文志》说：“龟五星，在尾南，主卜以占吉凶”，《汉书·天文志》则说：“龟、鳖星不居汉中，川有易者”。《开元占经》还说：“黄帝占曰：龟星，一名连珠，赞神明；其星明，则君臣和好，奉祀神明岳渎；其星不明，则上下乖离，臣逆于君，不事鬼神，其国不安，主有忧……石氏曰：‘龟星常居汉中，吉；星明，君臣和；不明，即乖。’又占曰：‘龟星常居汉中，则阴阳和，雨泽时；星若不居汉中，有易水；一曰天下水，早物不成。’石氏赞曰：龟星在东，赞神明。”

## 所含恒星[6]
| 中國星名 | 現代星名 | 所屬星座 |
| -------- | -------- | -------- |
| 龜一     | ε1 Ara   | 天壇座   |
| 龜二     | γ Ara    | 天壇座   |
| 龜三     | δ Ara    | 天壇座   |
| 龜四     | η Ara    | 天壇座   |
| 龜五     | ζ Ara    | 天壇座   |